# South Johnstone
South Johnstone – miasto w Australii, w stanie Queensland.